# 闘鶏

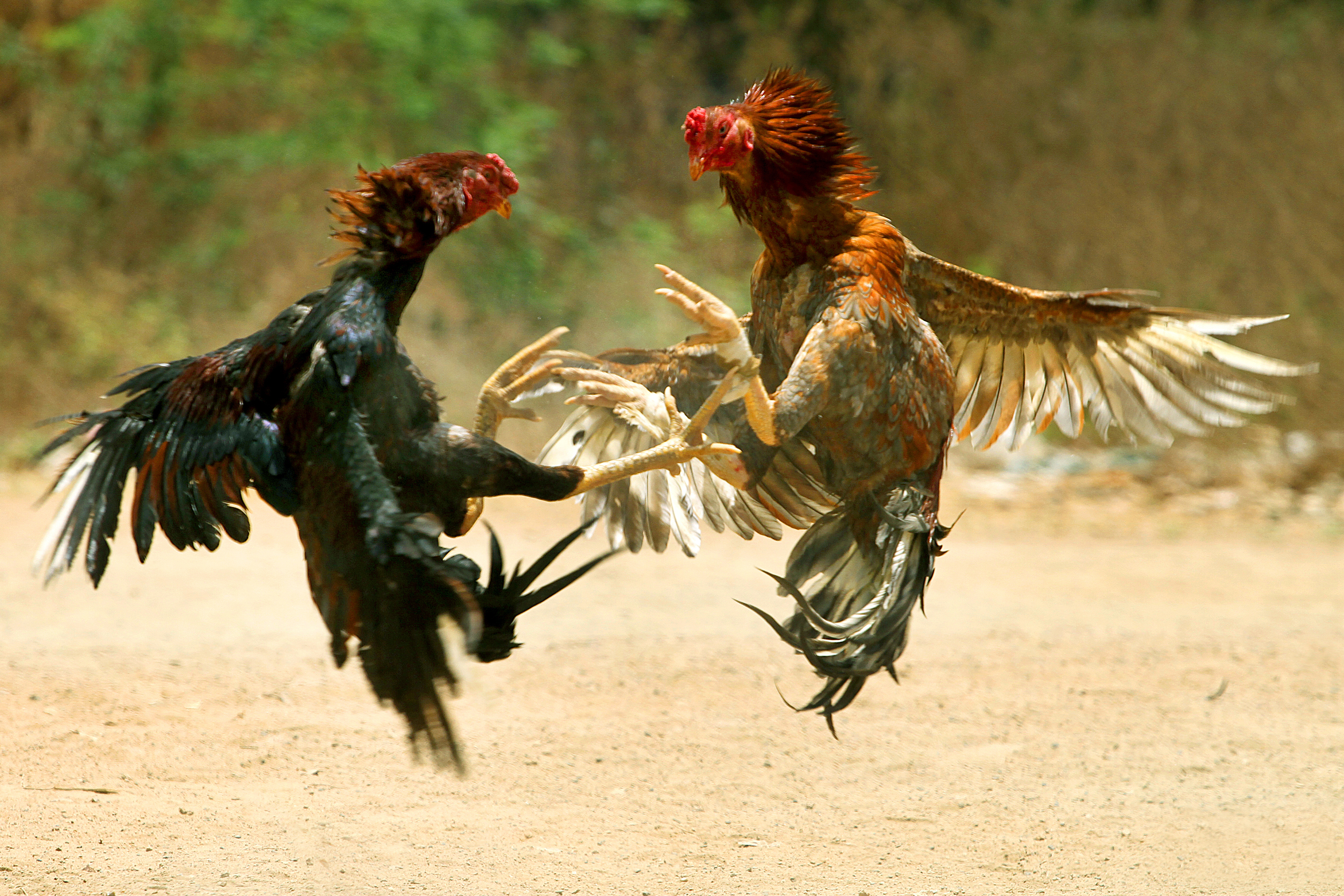
インド・タミル・ナードゥ州の闘鶏

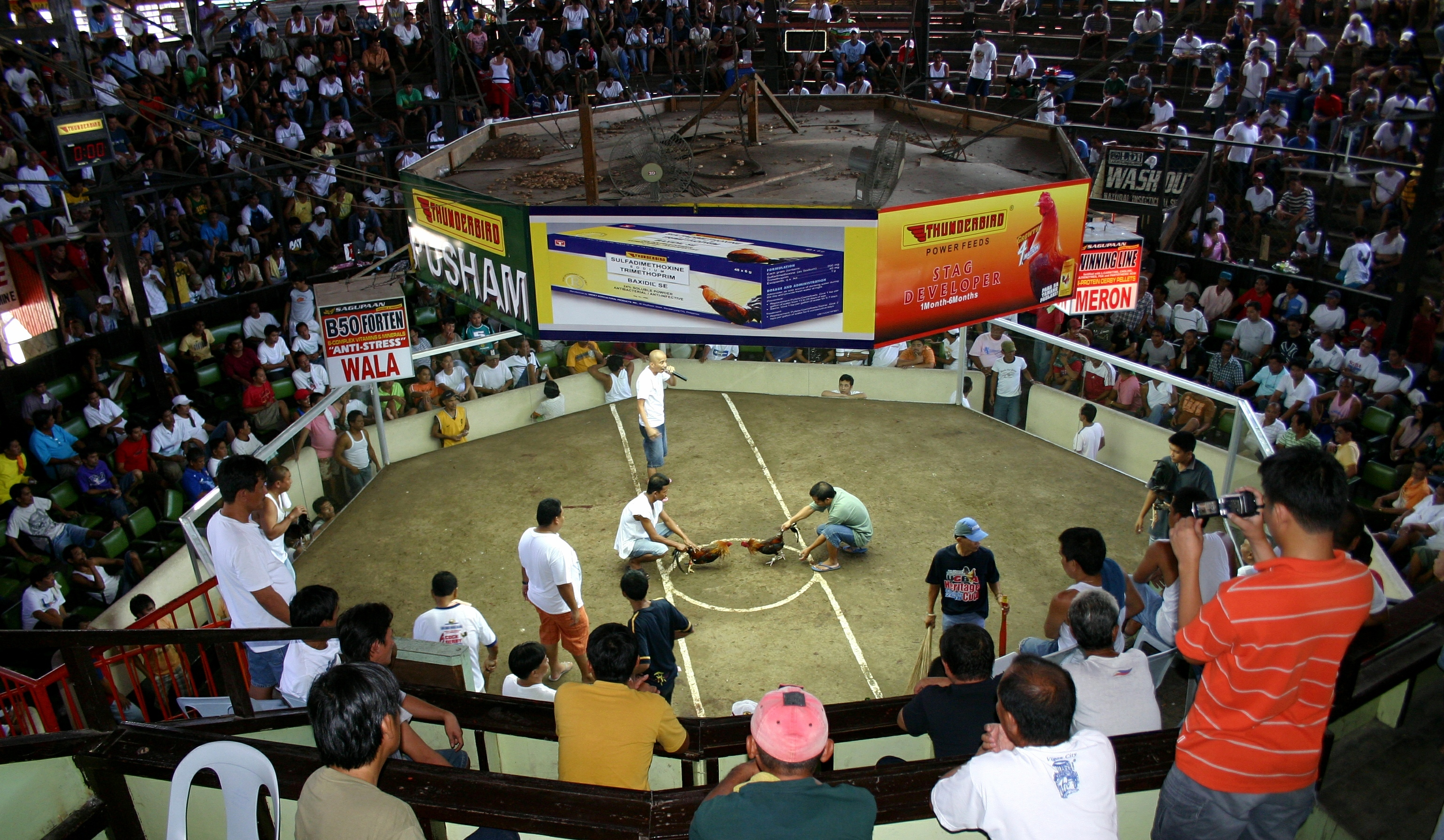
フィリピン・ダバオの闘鶏場

2020年時点で闘鶏に関する法律
禁止されている国
伝統的な場所以外では禁止された国
一部の行政区画で禁止
合法
情報なし

闘鶏（とうけい）は、ニワトリの雄を戦わせる競技である。

## 歴史
古代から世界各地に見られた。インダス文明の遺跡からは闘鶏をモチーフとした出土品が見られ、ニワトリを家禽とした初期の時代から闘鶏が行われていたことが伺われる。
アイリアノスによると、古代ギリシアではテミストクレスがペルシア軍との戦闘を控えたギリシア軍に道端で戦う鶏を示し、彼らを鼓舞した。ギリシア軍が勝利するとその功績を称え、公的行事として毎年闘鶏を行うよう定めたという。ギリシア・ローマの文献には闘鶏がたびたび登場し、プラトンも闘鶏に熱中する人々の姿を『法律』の中で描写している。
中国大陸では周の時代（紀元前10世紀）には既に闘鶏が行われていたという説があり、『春秋左氏伝』にも闘鶏に関する記述がある。
闘鶏は東南アジアにおいても古くから行われてきた。特にタイの軍鶏はその強さで知られている。元々は賭け事ではなく、喪に服す家族を慰問する行事の一種であったとする見方が存在する。また、タイでは闘鶏の結果を占いに用いており、有名なものとしてアユタヤ朝のナレースワンがビルマと戦争した際に、闘鶏によって戦況を占った例がある。今日でも闘鶏はナレースワンのシンボルとなっており、ナレースワンの名を冠したカイ・ナレースワンという軍鶏の品種がある。
王室闘鶏場を作るほど闘鶏好きのイギリス王ヘンリー8世の時代に闘鶏の試合ルールが定められ、そのルールが人間が行う闘鶏ボクシングに応用されたという逸話がある。そのため、ボクシングの階級で、フェザー級、バンタム鶏由来のバンタム級が使われるなど、闘鶏から導入された名残を残す。
米国では、賭博の対象とされることや、動物虐待とみなされることから、闘鶏は禁止されている。

### 日本における歴史
日本で闘鶏が始まったのがいつごろなのか定かではない。公家のみならず庶民の娯楽として、起源が不明なほど古くから行われてきたと推定される。最も古い記録は8世紀前半に編纂された『日本書紀』であり、以後の公家の日記や史書にも闘鶏の記事は数多く見られる。
宮中の闘鶏は9世紀から10世紀には、闘鶏を好む天皇や公家によって正月後にしばしば催されていた。平安時代の頃より鶏合（とりあわせ）と呼ばれ宮中や貴族において3月3日に行われるようになった。唐の玄宗が乙酉生まれだったため好んで清明の節に催した故事が由来とされる。鳥合わせの様子は承安2年の『古今著聞集』に詳しいが、歌舞や酒宴が主体で、闘鶏というよりもニワトリの鑑評会というのが実態となっていた。
江戸時代のはじめには、タイから軍鶏が輸入されるとさらに盛んになっていった。しかし庶民の間で賭博の対象とされることが多くなり、幕府は幾度か禁止令を発し、明治時代には法令で禁止される地域があったものの、全国的には生き残っていった。
1948年（昭和23年）の東京都を皮切りに、北海道、神奈川県、福井県、石川県の5都道県では、闘犬、闘鶏、闘牛等取締条例等の条例が制定され、闘鶏が禁じられている。沖縄県では、2017年以降、闘鶏で傷つき遺棄されたとみられる軍鶏が多数保護されており、闘鶏を禁止する条例の制定を求める動きがある。
また、闘鶏等の動物同士を闘わせることが動物の愛護及び管理に関する法律で禁止されている虐待にあたるのではないかとの指摘があり、中央環境審議会の下部組織において検討が行われている。日本国内アンケートによると、「闘牛・闘犬・闘鶏など動物を戦わせる行事について」について、7.9％が許容できる、19.2％がある程度許容できる、31.8％がどちらともいえない、23.1％があまり許容できない、17.9％が許容できないと回答している。

### イラクにおける歴史
イラクには1920年代前後に外国から持ち込まれた。イスラム教徒の間では禁じられている賭博と関連付けられるため非合法に近い扱いとなる。サダム・フセイン政権下では禁止されたが、人里離れた民家などで行われ続けた。

## 武器

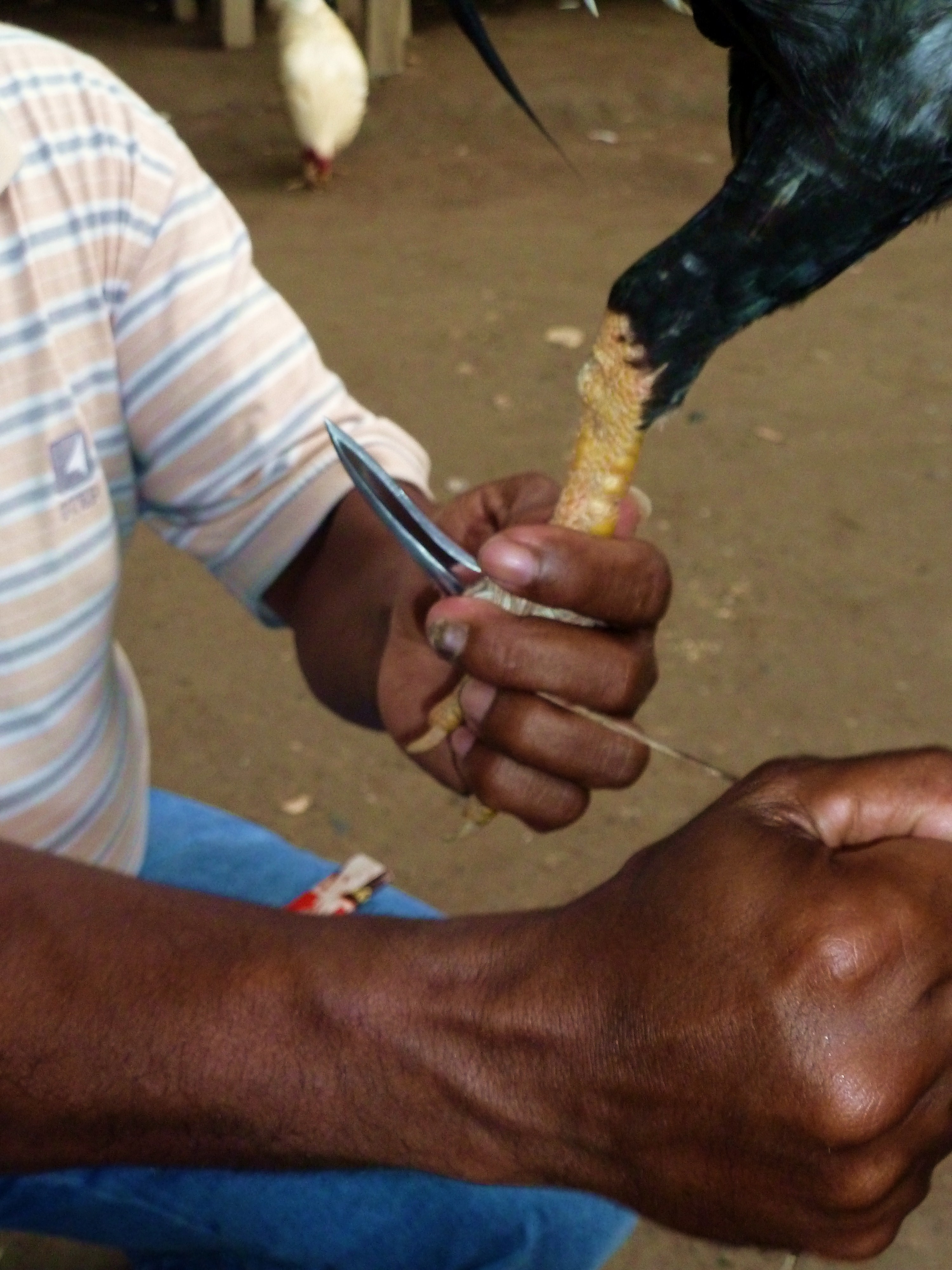
鋼鉄製の蹴爪。東ティモール

海外の地域ルールによっては蹴り合いの威力を増すため、蹴爪に鋼鉄製のナイフを装着させる。このルールでは、負けた鶏はほとんど致命傷を負って死亡する。

## 育成方法
雄鶏の育成には7ヶ月-1年ほどかかる。広いスペースを与えて脚や翼(羽)の力を強化する。鏡に映る自身を敵と思わせて闘争心を養う手法も取られる。

## 闘鶏が登場する作品
- 「闘鶏」 - 今東光の短篇小説
- 「軍鶏」 - 吉村昭の短篇小説
- 「タウチー一代 蹴られた男」 - 沖縄の舞台作品
- The Cock and Anchor - シェリダン・レ・ファニュの処女長編小説（1845年）。主人公のオコナーがオリアリー少佐に連れて行かれる。
- 「コックファイター」 - チャールズ・ウィルフォードの小説及びその映画化作品
- 「ルーツ（英語版）」 - 作者の高祖父である、アメリカ南部における奴隷の闘鶏調教師「チキン・ジョージ」の生きかたを描く。テレビドラマ化もされた。

## 事件・事故
人間の死亡事故も発生している。
- 2020年、インドのアンドラプラデシュ州で、男性が、自身の鶏を闘鶏会場に連れて行く際に、鶏に縛りつけられていた刃物が首に当たり、死亡[18]。
- 2020年10月、新型コロナウイルス感染症対策で闘鶏されていたフィリピンで、違法な闘鶏の捜査をしていた警察官が闘鶏を押収しようとしたところ鶏の足先に装着された刃物状の鉄蹴爪が大腿動脈にあたり切断し、出血多量により死亡した[19][20]。
- 2021年2月、インド南部テランガナ州ロトゥヌール村で、対戦の準備中に逃げ出そうとした闘鶏を抑えていたところ、鶏の足に装着されていた7cmのナイフに股間をさされ、病院への搬送中に失血死した[18]。
- 2023年1月、インドのヒンドゥー教のお祭り「マカラ・サンクランティ」での闘鶏で、2人が死亡。インドのカキナダで、飼い主の足に、多くの観客におびえて飛び上がった雄鶏の刃物が当たり、失血死。東ゴーダーヴァリでは、ある観客の手に、戦って弾き飛ばされた雄鶏の刃物が当たり、失血死[21]。